# 97-ма легка піхотна дивізія (Третій Рейх)
97-ма легка піхотна дивізія (Третій Рейх) (нім. 97. leichte-Infanterie-Division) — легка піхотна дивізія Вермахту за часів Другої світової війни. 6 липня 1942 переформована на 97-му єгерську дивізію.

## Історія
97-ма легка піхотна дивізія була створена 10 грудня 1940 року у VII військовому окрузі (нім. Wehrkreis VII) під час 12-ї хвилі мобілізації Вермахту на базі формувань 7-ї піхотної та 3-ї моторизованої дивізій.

## Райони бойових дій
- Німеччина (грудень 1940 — червень 1941);
- СРСР (південний напрямок)) (червень 1941 — липень 1942).

## Командування

### Командири
- генерал-майор Вальтер Вайс (нім. Walter Weiss) (10 грудня 1940 — 15 січня 1941);
- генерал-лейтенант Сигізмунд фон Ферстер (нім. Sigismund von Förster) (15 січня — 15 квітня 1941);
- генерал-майор Максиміліан Фреттер-Піко (нім. Maximilian Fretter-Pico) (15 квітня — 27 грудня 1941);
- генерал-лейтенант Ернст Рупп (нім. Ernst Rupp) (27 грудня 1941 — 6 липня 1942).

## Нагороджені дивізії
Нагороджені дивізії
|  | Кавалери Нагрудного знаку ближнього бою в золоті                                                           | 3 |
|  | Кавалери Золотого Німецького Хреста                                                                        | 106 |
|  | Кавалери Срібного Німецького Хреста                                                                        | 1 |
|  | Кавалери Лицарського хреста Залізного хреста з Дубовим листям                                              | 5 (№ 151 оберст-лейтенант Ернст Нобіс — 05.12.1942 № 207 обер-фельдфебель Бруно Конц — 06.03.1943 № 211 майор Карл Лангезе — 15.03.1943 № 253 майор Фрідріх Хоне — 08.06.1943 № 389 лейтенант Йозеф Шнейдер — 10.02.1944) |
|  | Кавалери Лицарського хреста Залізного хреста                                                               | 38 |
|  | Кавалери Почесної відзнаки сухопутних військ «Почесна застібка на орденську стрічку для Сухопутних військ» | 23 |
|  | Кавалери ордену Михая Хороброго ІІІ ступеня (Румунія)                                                      | 1 |

- Нагороджені Сертифікатом Пошани Головнокомандувача Сухопутних військ (5)